# 일본어 시인 목록
아래는 일본어 시인 목록이다.

## ㄱ
- 가모노 마부치
- 가키노모토노 히토마로
- 고바야시 잇사
- 고바야시 잇사
- 고이즈미 야쿠모
- 고이즈미 야쿠모
- 고토바 천황
- 구카이
- 기노 도모노리
- 기노 쓰라유키
- 기센 (승려)
- 기요하라노 모토스케
- 긴다이치 교스케

## ㄴ
- 나쓰메 소세키
- 나카쓰카사
- 노인 (승려)

## ㄷ
- 다이라노 가네모리

## ㅁ
- 마사오카 시키
- 마사오카 시키
- 마쓰다이라 가타모리
- 마쓰오 바쇼
- 마쓰오 바쇼
- 모리 오가이
- 모토오리 노리나가
- 무라사키 시키부
- 무샤노코지 사네아쓰
- 미나모토노 긴타다
- 미나모토노 도시요리
- 미나모토노 무네유키
- 미나모토노 사네아키라
- 미나모토노 시게유키
- 미부노 다다미
- 미부노 다다미네
- 미시마 유키오
- 미야자와 겐지

## ㅅ
- 사루마루노 다이후
- 사이교
- 사카노우에노 고레노리
- 세미마루 (가인)
- 세이 쇼나곤
- 소노 시온
- 쇼쿠시 내친왕
- 스가와라노 미치자네

## ㅇ
- 아리와라노 나리히라
- 아카조메 에몬
- 야마베노 아카히토
- 오나카토미노 요리모토
- 오나카토미노 요시노부
- 오노노 고마치
- 오시코치노 미쓰네
- 오자키 고요
- 오토모노 사카노우에노 이라쓰메
- 오토모노 야카모치
- 요사 부손
- 요사노 뎃칸
- 요사노 아키코
- 요시모토 다카아키
- 이세 (시인)
- 이시카와 다쿠보쿠
- 이시카와 다쿠보쿠
- 이즈미 시키부

## ㅈ
- 자쿠렌
- 지엔 (승려)
- 지토 천황

## ㅋ
- 키타노 타케시

## ㅎ
- 하기와라 사쿠타로
- 호소카와 유사이
- 후지와라노 가네스케
- 후지와라노 긴토
- 후지와라노 도시나리
- 후지와라노 도시유키
- 후지와라노 사다이에
- 후지와라노 사다카타
- 후지와라노 아사타다
- 후지와라노 아쓰타다
- 후지와라노 오키카제
- 후지와라노 이에타카

## 단체
- 나시쓰보 오인
- 6가선
- 36가선

## 하이쿠 마스터
- 마쓰오 바쇼
- 요사 부손
- 고바야시 잇사
- 마사오카 시키

## 같이 보기
- 하이쿠
- 와카